# Can Vila (Sant Iscle de Vallalta)
Can Vila és una obra de Sant Iscle de Vallalta (Maresme) protegida com a Bé Cultural d'Interès Local.

## Descripció
Casa de pagès amb transformacions que han afectat els exteriors. S'observa un finestral gòtic i intervencions del segle xix amb balustrades als balcons. La casa està formada per dos cossos. La façana és molt senzilla sense cap interès a no ser pel finestral gòtic. Està rematada amb cornisa. La finestra gòtica és la del tipus del segle xv, amb petites impostes. El treball fet és deficient però interessant.

## Història
Aquesta casa de pagès havia pertangut als hereus de Ramon Cunill, que fou secretari d'enric Prat de la Riba.